# Mochlus sundevalli
Espèce
Synonymes
- Eumices sunderallii Smith, 1849
- Lygosoma sunderallii (Smith, 1849)
- Lygosoma sundevallii (Smith, 1849)
- Lygosoma sundevalli (Smith, 1849)
- Eumeces reticulatus Peters, 1862
- Eumeces perdicilor Cope, 1868
- Sepacontias modestus Günther, 1880
- Riopa sundevalli (Smith, 1849)

Statut de conservation UICN

 LC  : Préoccupation mineure
Mochlus sundevalli est une espèce de sauriens de la famille des Scincidae.

## Répartition
Cette espèce se rencontre :
- dans le nord-est de l'Afrique du Sud ;
- en Eswatini ;
- en Namibie ;
- au Botswana ;
- au Zimbabwe ;
- au Mozambique ;
- dans le sud de l'Angola ;
- dans le sud de la République démocratique du Congo ;
- en Zambie ;
- au Malawi ;
- en Tanzanie ;
- au Kenya ;
- en Somalie ;
- en Éthiopie.

Sa présence est incertaine au Soudan du Sud.

## Étymologie
Cette espèce est nommée en l'honneur de Carl Jakob Sundevall (1801-1875).

## Publication originale
- Smith, 1849 : Illustrations of the Zoology of South Africa; Consisting Chiefly of Figures and Descriptions of the Objects of Natural History Collected during an Expedition into the Interior of South Africa, in the Years 1834, 1835, and 1836 . vol. III. Reptilia. Part 27. London: Smith, Elder, & Co.